# Ken Laszlo
Ken Laszlo, pseudonimo di Gianni Coraini (Mantova, 18 luglio 1954), è un cantante italiano di musica italo disco.

## Biografia
Originario di Mantova, fin dall'infanzia si dedica alla musica, imparando a suonare il flauto, per poi diplomarsi all'Accademia musicale. All'età di 15 anni inizia la carriera di cantante e musicista, lavorando in diversi club e discoteche.
Il primo successo arriva nel 1985: con la canzone Hey Hey Guy, composta da Sandro Oliva e pubblicata dalla Memory Records. Negli anni seguenti, altri brani di successo sono Tonight, Don't Cry, 1.2.3.4.5.6.7.8, e Glasses Man. Canzoni famose non solo in Europa, ma anche in Asia e America Latina.
Nel 2003, Ken ha di nuovo un discreto successo con Inside My Music, pezzo che mischia sonorità italo dance e house. Nel 2008 pubblica l'album Future Is Now con l'etichetta Azzurra Music. L'album contiene anche nuove versioni dei suoi brani di maggior successo Hey guy e Tonight.
Laszlo ha venduto oltre un milione di copie dei suoi dischi.
Molte sue canzoni sono state incise sotto vari e diversi pseudonimi come Ric Fellini, DJ NRG e Ricky Maltese.

### Nel cinema
Gianni Coraini presta la sua voce anche in diverse produzioni cinematografiche, fra cui spicca uno dei temi più popolari dell'italo disco: Welcome To Rimini di Ric Fellini.

## Discografia

### Album
- 1987 - Ken Laszlo
- 1998 - Dr Ken & Mr Laszlo
- 2007 - The Future Is Now

### Singoli
- 1984 - "Hey Hey Guy" [#21 in Francia]
- 1985 - "Tonight" [#7 in Svezia, #14 Paesi Bassi, #29 Francia, #26 Belgio]
- 1986 - "Don't Cry" [#13 Svezia]
- 1987 - "1, 2, 3, 4, 5, 6, 7, 8"
- 1987 - "Glasses Man"
- 1988 - "Red Man"/"Black Pearl"
- 1989 - "Everybody Is Dancing"
- 1989 - "Madame"/"Let Me Try"
- 1989 - "Hey Hey Guy for Tonight" (Laszlo & Innocence)
- 1991 - "Happy Song"
- 1991 - "Sha La La"
- 1992 - "Mary Ann"
- 1992 - "Baby Call Me"
- 1994 - "Everytime"
- 1996 - "Whatever Love"
- 2000 - "Video Killed the Radio Star"
- 2003 - "Inside My Music"
- 2009 - "Dancing Together"
- 2011 - "Let's Get It Done Tonight" (feat. Domino)
- 2014 - "Disco Queen" (con ItaLove)
- 2016 - "Let's Dance"

## Singoli con altri pseudonimi
- Chris Lang - Disco Island
- Artwork - Party Time
- Danny Keith - One More Time
- Danny Keith - Lean on Me
- DJ NRG - "I'm a Dee Jay"
- DJ NRG - "Kamikaze"
- DJ NRG - "Bad Boy"
- DJ NRG - "Ringo Boy"
- DJ NRG - "Extasy"
- DJ NRG - "You Are Number One"
- DJ NRG - "Extasy" (Maio and Co. Remix)
- DJ NRG - "Kamikaze" (Maio and Co. Remix)
- Spencer - "Doctor of Love"
- Spencer - "Hurricane"
- Ricky Maltese - "Warrior"
- Ricky Maltese - "Mama"
- Ric Fellini – "Welcome to Rimini"
- Ric Fellini - "Stop and Go"
- Alvin - "A Lovely Night"
- Alvin - "Shocking Fever"
- Alvin - "Tonight Is the Night"
- Rocky Custer - "The Summer"
- Francis Cooper - "Night Fly Guy"
- Francis Cooper - "Turbo Night"
- Franz Tornado - "Tornado Superchild"
- Jeff Driller - "Rocket in My Pocket"
- Jungle Bill - "Oh Happy Day"
- Jungle Bill - "Master Mind"
- Jungle Bill - "Sexy Toy, Sexy Joy"
- Gordon Jim - "Wonder Woman"
- Remy Panther - "Gimme a Chance"
- Lucky Boy - "Listen to My Mistery"
- Live Music Gang - "Energy People United"
- Billy The Butcher - "Cannibal Attraction"
- Malcolm J.Hill - "Run to Me"
- Coo Coo - "Easy Lover"
- Coy Mc. Coy - "Island"
- Coo Coo - "Boogie Woogie"
- Malcolm J.Hill - "Tin Box"
- Coo Coo - "Energy"
- Nick Kaye - "Open Your Door"
- Coo Coo - "Winner"
- Michael Dream - "Feel Like Dancing"
- Michael Dream - "Never Say Never"
- Coo Coo - "Walkin' on Music"
- Mr. Beat - "Kiss Me Baby"
- Dave Cole - "Space Desire"
- Malcolm J.Hill - "Fantasy"
- Otello - "Olympic Games"
- Mark Tower & Co. - "Don't Cry"
- Moreno - "Let's Do It Again"
- Jaco – "Spanish Run"